# Un italià a Noruega
Un italià a Noruega (originalment en italià, Quo vado?) és una pel·lícula de comèdia italiana del 2016 dirigida per Gennaro Nunziante. Es va estrenar als cinemes l'1 de gener de 2016 i va ser la pel·lícula italiana més taquillera a Itàlia. S'ha doblat al català central i al valencià.

## Repartiment
- Checco Zalone com a Checco Zalone
  - Federico Ielapi com a Checco Zalone (de jove)
- Eleonora Giovanardi com a Valeria
- Ninni Bruschetta com a ministre Magno
- Sonia Bergamasco com a Dr. Sironi
- Maurizio Micheli com a Peppino, pare d'en Checco
- Paolo Pierobon com a investigador científic
- Lino Banfi com a senador Nicola Binetto
- Ludovica Modugno com a Caterina